# 张培刚
张培刚（1913年7月10日—2011年11月23日），生于湖北红安，中國著名经济学家，被认为是中国发展经济学的奠基人。华中科技大学经济学院名誉院长兼经济发展研究中心主任、 中华外国经济学会名誉会长、中美经济合作学术委员会中方主席，美国哈佛大学经济学博士。2011年因病在武汉协和医院逝世。

## 生平
1934年，张培刚本科毕业于国立武汉大学经济系，考取美國庚子賠款留學獎金，1941年进入美国哈佛大学工商管理学院就讀。1942年，转入文理学院研究生院攻读经济学学位；1945年获得哈佛大学经济学博士学位，其在哈佛大学完成的博士论文《农业与工业化》（Agriculture and Industrialization）获得1946~1947年度大卫·威尔士奖（David A. Wells' Prize in Economics），這是哈佛大学经济学年度最佳博士论文奖，獲獎者可得到500美金的獎勵。该论文奠定了发展中国家经济发展的理论基础，因此被誉为发展经济学的奠基人。
1946年张培刚回国，担任国立武汉大学经济系教授兼系主任。1948年担任联合国亚洲及远东经济委员会顾问及研究员。1949年2月再次回武汉大学担任教职。1952年底，调至正在组建的华中工学院（现华中科技大学），任建院筹备委员会委员兼基建办公室主任。

## 主要著作
- 《农业与工业化》
- 《宏观经济学和微观经济学》
- 《发展经济学通论第一卷：农业国工业化问题》
- 《发展经济学往何处去》
- 《新发展经济学》
- 《发展经济学与中国经济发展》
- 《微观经济学的产生和发展》[4]